# 扎克·齐梅克
扎克·齐梅克（英語：Zach Ziemek，1993年2月23日—），美国男子田径运动员，2015年美国室外田径锦标赛男子十项全能铜牌得主、2017年美国室外田径锦标赛男子十项全能银牌得主、2018年美国室外田径锦标赛男子十项全能金牌得主、2022年世界田径锦标赛男子十项全能铜牌得主。